# تپه گورستان گبرها
تپه قبرستان گبرها مربوط به عصر مس و سنگ - عصر آهن دو و III است و در شهرستان قروه، بخش ئیلاق، دهستان ییلاق جنوبی، روستای جوانمردآباد واقع شده و این اثر در تاریخ ۱۴ اسفند ۱۳۸۵ با شمارهٔ ثبت ۱۷۷۸۳ به‌عنوان یکی از آثار ملی ایران به ثبت رسیده است.